# Buian (krai de l'Altai)
|  | Per a altres significats, vegeu «Buian». |

Buian (en rus: Боровое) és un poble del krai de l'Altai, a Rússia, que el 2013 tenia 628 habitants. Es troba prop del riu Razbóinaia.